# Wolfesing
Wolfesing ist die nördlichste Gemeindeteil der Gemeinde Zorneding im oberbayerischen Landkreis Ebersberg. Südlich liegen die Gemeindeteile Zorneding, Ingelsberg und Pöring. Westlich und nördlich liegt die Gemeinde Vaterstetten, östlich grenzt Wolfesing an den Eglhartinger Forst, der Teil des Ebersberger Fosts ist. 

## Verkehrsanbindung
Durch Wolfesing läuft von Norden nach Süden die Staatsstraße 2081. Dies ist auch die einzige Straße Wolfesings. Einmal stündlich kommt der Bus 465 Richtung Bahnhof Poing und einmal Richtung Bahnhof Baldham. In der Früh und mittags fährt zusätzlich ein Schulbus Richtung Zorneding zum Bahnhof und später einer Richtung zur Grundschule Pöring. 

## Bauwerke und Einrichtungen
In Wolfesing befindet sich ein Suzuki Autohändler Müller, die Süddeutsche Imkergenossenschaft eG, die Tierärztliche Klinik für Pferde Wolfesing, die Reitanlage Wolfesing GbR, eine Zucht für Wolfshunde und das Hundetraining Underdogs. Außerdem gibt es das Gasthaus Schlammerl, dessen Geschichte bis ins Jahr 1606 zurückgeht.
Wolfesing besitzt auch eine katholische Kapelle aus der zweiten Hälfte des 19. Jahrhunderts, die in der Denkmalliste von Zorneding eingetragen ist.